# گایا (اسپانیا)
گایا (به اسپانیایی: Gavà) یک شهرستان در اسپانیا است که در استان بارسلون واقع شده‌است.

## خصوصیات
گایا ۳۰٫۹۰ کیلومترمربع مساحت و ۴۴٬۶۷۸ نفر جمعیت دارد و ۹ متر بالاتر از سطح دریا واقع شده‌است.